# Bathymedon ivanovi
Bathymedon ivanovi är en kräftdjursart som beskrevs av Bulycheva 1952. Bathymedon ivanovi ingår i släktet Bathymedon och familjen Oedicerotidae. Inga underarter finns listade i Catalogue of Life.